# Episodi di Mirage
La prima e unica stagione della serie televisiva Mirage, composta da 6 episodi, è stata trasmessa in prima visione assoluta in Francia su France 2 dal 17 febbraio al 2 marzo 2020.
In Italia la stagione è stata trasmessa su Sky Serie, canale a pagamento della piattaforma satellitare Sky, dal 18 agosto al 1º settembre 2021.
| nº | Titolo originale | Titolo italiano | Prima TV Francia | Prima TV Italia   |
| -- | ---------------- | --------------- | ---------------- | ----------------- |
| 1  | Épisode 1        | Episodio 1      | 17 febbraio 2020 | 18 agosto 2021    |
| 2  | Épisode 2        | Episodio 2      | 17 febbraio 2020 | 18 agosto 2021    |
| 3  | Épisode 3        | Episodio 3      | 24 febbraio 2020 | 25 agosto 2021    |
| 4  | Épisode 4        | Episodio 4      | 24 febbraio 2020 | 25 agosto 2021    |
| 5  | Épisode 5        | Episodio 5      | 2 marzo 2020     | 1º settembre 2021 |
| 6  | Épisode 6        | Episodio 6      | 2 marzo 2020     | 1º settembre 2021 |

## Episodio 1
- Titolo originale: Épisode 1
- Diretto da: Louis Choquette
- Scritto da: Benedicte Charles, Olivier Pouponneau, Franck Philippon

## Episodio 2
- Titolo originale: Épisode 2
- Diretto da: Louis Choquette
- Scritto da: Benedicte Charles, Olivier Pouponneau, Franck Philippon

## Episodio 3
- Titolo originale: Épisode 3
- Diretto da: Louis Choquette
- Sceneggiatura da: Benedicte Charles, Olivier Pouponneau, Franck Philippon

## Episodio 4
- Titolo originale: Épisode 4
- Diretto da: Louis Choquette
- Scritto da: Benedicte Charles, Olivier Pouponneau, Franck Philippon

## Episodio 5
- Titolo originale: Épisode 5
- Diretto da: Louis Choquette
- Scritto da: Benedicte Charles, Olivier Pouponneau, Franck Philippon

## Episodio 6
- Titolo originale: Épisode 6
- Diretto da: Louis Choquette
- Scritto da: Benedicte Charles, Olivier Pouponneau, Franck Philippon